# D.E.V.O.L.U.T.I.O.N.
D.E.V.O.L.U.T.I.O.N. – dziesiąty album studyjny niemieckiej grupy muzycznej Destruction. Nagrania ukazały się 29 sierpnia 2008 roku nakładem wytwórni muzycznej AFM Records. Płyta została nagrana w składzie: Marcel "Schmier" Schirmer (śpiew, gitara basowa), Mike Sifringer (gitara) oraz Marc Reign (perkusja). Wydawnictwo dotarło do 65. miejsca listy Media Control Charts w Niemczech.

## Lista utworów
Opracowano na podstawie materiału źródłowego.

Autorem utworów są Marcel Schirmer i Mike Sifringer.
1. „Devolution” – 5:29
2. „Elevator to Hell” – 5:38
3. „Vicious Circle - The Seven Deadly Sins” – 4:42
4. „Offenders of the Throne” – 4:16
5. „Last Desperate Scream” – 3:59
6. „Urge (The Greed of Gain)” – 4:42
7. „The Violation of Morality” – 4:36
8. „Inner Indulgence” – 4:46
9. „Odyssey of Frustration” – 5:29
10. „No One Shall Survive” – 4:26

## Twórcy
Źródło
- Marcel Schirmer – śpiew, gitara basowa
- Mike Sifringer – gitara
- Marc Reign – perkusja